# Catalina Maria Fosset Galmés
Catalina Maria Fosset Galmés (París, 10-12-1954) fou una atleta balear.
Tot i haver nascut a França des de nina residí a Mallorca. El 1975 guanyà el campionat d'Espanya en 200 metres llisos. Va ser el 3 d'octubre de 1975 que es proclamà a Logronyo campiona d'Espanya de 200 metres llisos. En aquest mateix campionat fou subcampiona d'Espanya en 400 metres llisos.
Abans també havia estat subcampiona d'Espanya d'Educació i Descans en salt de longitud i tercera en 400 metres en els campionats celebrats el 1972 a Madrid. Un any després, el 1973, en el campionat d'Espanya d'Educació i Descans celebrat a València fou subcampiona d'Espanya en 400 metres llisos. A més fou rècord de Balears en 100, 200, 400, 800, 1.500 i 3000 metres llisos i en 100 metres tanques.